# 孙忠良
孙忠良（1936年8月26日—2019年6月29日），生于上海，籍贯浙江鄞县，中国微波毫米波技术专家，东南大学教授。

## 生平
1960年毕业于南京工学院（现东南大学）无线电工程系，留校任教。长期从事微波、毫米波技术研究和教育工作，研究成果获得国家科技进步一等奖等多项奖励。1993年任东南大学毫米波国家重点实验室主任。2001年当选为中国工程院院士。 曾为第八、九、十届全国政协委员。
2019年6月29日在南京逝世，享年83岁。